# جوراکووو
جوراکووو (به صربی: Đurakovo) یک منطقهٔ مسکونی در صربستان است که در ولیکو گردیشت واقع شده‌است. جوراکووو ۳۳۸ نفر جمعیت دارد.